# Laniarius atroflavus
A Laniarius atroflavus a madarak osztályának verébalakúak (Passeriformes) rendjébe és a bokorgébicsfélék (Malaconotidae) családjába tartozó faj.

## Rendszerezése
A fajt George Ernest Shelley angol geológus és ornitológus írta le 1887-ben.

## Előfordulása
Afrika középső részén, Kamerun és Nigéria területén honos. Természetes élőhelyei a szubtrópusi és trópusi hegyi esőerdők és magaslati cserjések, folyók és patakok környékén, valamint másodlagos erdők. Állandó, nem vonuló faj.

## Megjelenése
Testhossza 20 centiméter, testtömege 40-47 gramm.

## Természetvédelmi helyzete
Az elterjedési területe nem nagy, egyedszáma viszont stabil. A Természetvédelmi Világszövetség Vörös listáján nem fenyegetett fajként szerepel.